# Liffa Gregoriussen
Olivia (Liffa) Arge Gregoriussen (Tórshavn, 19 juni 1904 - Tórshavn, 3 januari 1992) was een Faeröerse modeontwerpster en feministe.

## Biografie

#### Achtergrond
Liffa Gregoriussen werd in 1904 geboren als Olivia Arge. Ze was een dochter van de steenhouwer Sigmund Zacharias Arge (1866-1941) en Anne Margrethe Frederikke Andreasen (1868-1941). Haar familie kende een lange ambachtelijke traditie: broers van haar vader werkten eveneens als steenhouwer, smid en horlogemaker. Liffa had acht zussen en een broertje, dat echter jong stierf. Twee van haar zussen waren hoedenmaakster. Een daarvan was Ninna Jacobsen, die in Kopenhagen woonde (en daar in 1919 op verzoek van een van de ontwerpers ervan, Jens Oliver Lisberg, de allereerste Faeröerse vlag naaide). Liffa trok bij Ninna in en leerde eveneens het hoedenmakersvak. Na haar terugkeer op de Faeröer begon ze in 1926 een eigen bedrijf in hoeden en korsetten. Vier jaar later trouwde ze met de zeeman Magnus Gregoriussen (1898-1987), met wie ze vier zonen zou krijgen, waarvan de latere architect Jákup Pauli Gregoriussen (1932) de derde was.

#### Activiteiten
Haar werkzaamheden als huisvrouw, opvoedster en ondernemer kostten Gregoriussen veel tijd, mede door het feit dat haar man vaak ziek was. Desondanks was ze zowel in de politiek als in de vrouwenbeweging actief. Vanaf de oprichting ervan in 1948 was ze lid van de Tjóðveldisflokkurin, de Faeröerse Republikeinse Partij. Daarnaast stond ze in 1952 mede aan de wieg van de Kvinnufelagið í Havn, de vrouwenvereniging van Tórshavn, waarvan ze in 1971 en 1972 voorzitter was en uiteindelijk erelid zou worden. Gregoriussen was een nadrukkelijk voorvechtster van het recht van vrouwen op onderwijs en een zelfstandig leven en trachtte daartoe andere vrouwen besef van eigenwaarde en zelfvertrouwen bij te brengen. Ook zette ze zich in voor de aansluiting van de Tórshavner vrouwenvereniging bij soortgelijke organisaties in de andere Scandinavische landen.
In 1973 richtte Gregoriussen de eerste Faeröerse opleiding voor mannequins op. Aan het einde van de eerste show, nadat alle jonge en slanke meisjes modieuze kleding hadden gepresenteerd, besteeg ze zelf het podium: een kleine, gezette vrouw van 69 jaar oud, die met een indrukwekkende hoed op en een roos in haar hand aan kwam schommelen, gekleed in een zwart korset en zwarte jarretelles. Het leverde haar een staande ovatie op.
Van 1977 tot 1985 was Gregoriussen, die religieus was opgevoed en haar hele leven een trouw kerkganger bleef, lid van de kerkenraad van Tórshavn. Ze overleed in 1992 op 87-jarige leeftijd in een verpleeghuis in die stad.